# Joseph Roth
Pour les articles homonymes, voir Joseph Roth (homme politique) et Roth.
Moses Joseph Roth, né le 2 septembre 1894 à Brody, Galicie et mort le 27 mai 1939 à Paris, est un écrivain et journaliste austro-hongrois, né en Galicie, aux confins de l'Empire autrichien (aujourd'hui en Ukraine), sous le règne de François-Joseph, dans une famille juive ashkénaze.
Âgé de 20 ans au début du premier conflit mondial, il participe à l'effort de guerre dans des unités non combattantes, principalement le service de presse des armées impériales. Il publie sa première nouvelle avant même la fin de la guerre, et ses premiers romans (tout d'abord en feuilleton dans des journaux et revues) peu après la chute de l'Empire austro-hongrois, notamment Hôtel Savoy (Hotel Savoy. Ein Roman) en 1924. Il devient journaliste à Vienne puis à Berlin.
Son œuvre porte un regard aigu sur les vestiges de la Mitteleuropa, qui ne survivra pas à l'avènement du XXe siècle, tels les villages du Yiddishland ou l'ordre ancien de la monarchie austro-hongroise. Son roman le plus connu, La Marche de Radetzky (Radetzkymarsch), publié en 1932, évoque le crépuscule d'une famille autrichienne sur trois générations.
Dès leur arrivée au pouvoir, les nazis détruisent les livres de celui qui se définissait comme « patriote et citoyen du monde ».
En 1933, Joseph Roth s'exile à Paris, où, malade, alcoolique et sans argent, il meurt à l'âge de 44 ans.

## Biographie

### Origines
Joseph Roth est né dans un shtetl de Brody en Galicie, à la fin de l'ère de l'Empire austro-hongrois, actuellement en Ukraine. Brody était alors une ville-frontière avec l’oblast de Volhynie en Russie.
Roth évoque une enfance et une adolescence marquées par des conditions modestes voire précaires. En revanche, les photographies d'époque et les témoignages de ses proches témoignent de conditions de vie bourgeoises sans être opulentes : sa mère avait une bonne, Joseph prenait des cours de violon et fréquentait le lycée. La vision de Roth est en effet marquée par la disparition précoce de son père durant son enfance.
Sa mère Maria Grübel (Myriam) était issue d'une famille de commerçants juifs de Brody. Son grand-père, drapier de son état, était rabbin ; quatre de ses oncles étaient cultivateurs et négociants de houblon, le cinquième était tailleur. Son père, Nahum Roth, issu d'un milieu hassidique orthodoxe, était au moment de son mariage, en 1892, représentant d'un courtier en céréales de la ville hanséatique de Hambourg.
Son père disparaît dans des circonstances demeurées assez imprécises et meurt en Russie. Parmi les nombreuses versions de la disparition de son père, il est documenté que des marchandises stockées à Katowice sous sa responsabilité ayant disparu, probablement détournées, il dut se rendre à Hambourg pour répondre de cette affaire. Sur le trajet de retour, dans le train, il se fait remarquer par un comportement étrange, à tel point qu'il est d'abord interné dans un établissement pour malades mentaux. Il est ensuite remis à sa famille, qui le confie aux soins d'un « rabbin miraculeux » (Wunderrabbis) russo-polonais. Des années plus tard, un de ses oncles, qui lui aurait rendu visite, l'aurait décrit comme « très beau, tout le temps hilare et complètement irresponsable ».
Le statut social de sa mère sera profondément bouleversé par cette disparition, empreint d'un aspect précaire : elle n'était pas reconnue comme veuve, puisque son mari vivait encore. Elle n'était plus véritablement son épouse, puisqu'il était interné. Elle ne pouvait pas divorcer, car cela aurait nécessité une lettre de séparation émanant de son mari, or il aurait fallu pour cela qu'il eût tous ses esprits. De surcroît, dans le judaïsme orthodoxe de Galicie, la démence était considérée comme une malédiction divine qui frappait toute la famille. En conséquence, les perspectives de reconnaissance sociale et de mariage des enfants s'en trouvaient fortement compromises. C'est pourquoi la famille passa sous silence le destin du père, préférant adhérer à la rumeur selon laquelle Nahum Roth se serait pendu.
La mère vécut repliée, élevant son fils et s'occupant de l'entretien de la maison du grand-père drapier jusqu'à la mort de celui-ci en 1907.
À partir de 1901 (soit à sept ans), Joseph Roth fréquente l'école du baron de Hirsch à Brody. Ces écoles étaient des établissements publics fondés par le magnat et philanthrope juif Maurice de Hirsch (proche de l'archiduc Rodolphe). À la différence des écoles juives traditionnelles, elles ne dispensait pas d'enseignement axé autour des traditions et de la religion. Au-delà de l'hébreu et de la Torah, on y enseignait aussi l'allemand, le polonais et des matières pratiques. La langue d'enseignement était l'allemand. Joseph Roth grandit ainsi protégé et pas exactement au sein de la communauté juive.
Les relations entre mère et fils semblent avoir été difficiles après la mort du grand-père. En 1922, la mère tomba malade, probablement d'un cancer du col de l'utérus, et fut opérée à Lemberg, où son fils la vit une dernière fois avant sa mort.
Ce père absent hantera sa vie durant l'écrivain et, sous une forme figurée, la perte de la patrie, à savoir la monarchie autrichienne, traverse comme un fil rouge l'œuvre de Roth.
Joseph Roth a fait de ses origines le sujet mystérieux et objet de mutations fulgurantes : il se dira fils illégitime d'un officier autrichien, d'un comte polonais, d'un fabricant de munitions viennois. Roth affirmera également être né à Szwaby, un autre quartier de Brody. Effectivement, la maison natale de Roth était proche de la gare de Brody et du quartier de « Szwaby », surnommée « Schwabendorf » puisqu'y vivait la communauté souabe contrairement à la majorité juive de Brody.

### Jeunesse à Brody

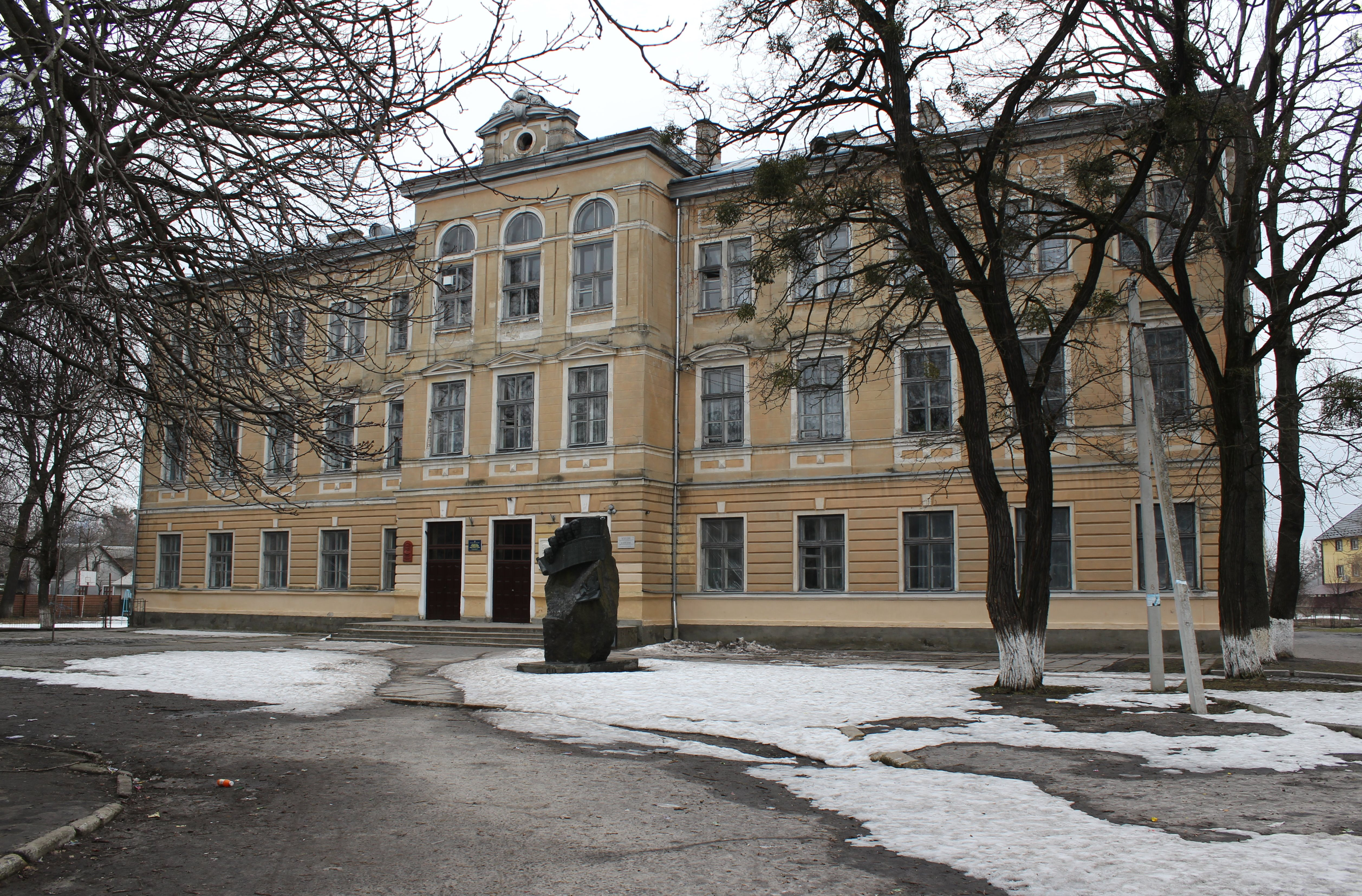
Le collège de Brody où étudia Joseph Roth.

De 1905 à 1913, Joseph Roth fréquente le lycée Kronprinz-Rudolf-Gymnasium à Brody. On ne sait pas très bien si les frais scolaires, 15 florins par semestre (somme considérable à l'époque), étaient payés par son tuteur et oncle Siegmund Grübel, ou provenaient d'une bourse.
J. Roth était bon élève : en tant qu'unique élève juif de sa promotion, il obtint au baccalauréat la mention sub auspiciis imperatoris. Sur ses camarades de lycée, il fait l'effet de quelqu'un de réservé, voire arrogant, une impression qu'il laisse derrière lui aussi plus tard sur ses camarades d'étude à l'Université de Vienne. C'est à cette période qu'apparaissent ses premiers travaux d'écrivain : des poèmes.

### Études à Lemberg et Vienne

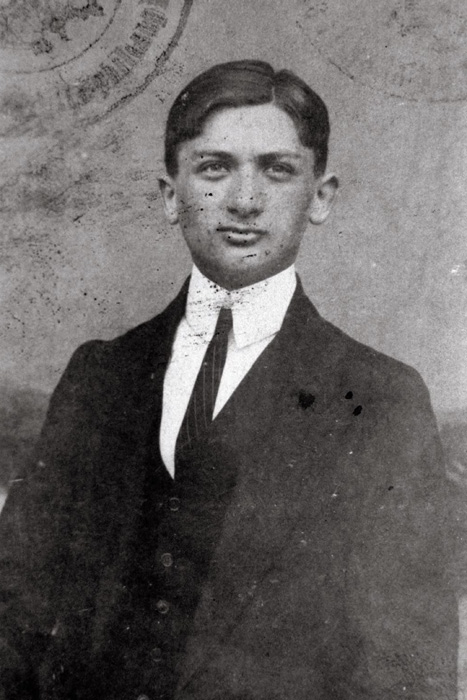
Photo de Joseph Roth sur sa carte d'étudiant.

Après son baccalauréat en mai 1913, Roth s'établit à Lemberg (Lviv, Ukraine actuelle), où il s'inscrit à l'Université. Il trouve à se loger chez son oncle Siegmund Grübel, mais il semble qu'entre le sobre commerçant et le poète débutant, les relations soient bientôt devenues tendues. Il trouve une amie maternelle pour plusieurs années en la personne de Hélène von Szajnoda-Schenk, âgée à l'époque de cinquante-neuf ans, une dame infirme mais spirituelle, très vivante et d'une grande culture, qui avait loué un appartement dans la maison de l'oncle. Il se lie aussi d'amitié avec ses cousines Resia et Paula.
De façon générale, l'atmosphère de Lemberg était marquée par des tensions qui s'aggravaient, non seulement entre nationalités (à l'Université, il y avait à l'époque des luttes entre les étudiants polonais et ruthènes), mais aussi au sein de la jeunesse, les discussions étaient agitées entre le Hassidisme, le Haskala (issu des Lumières) et le Mouvement sioniste qui devenait de plus en plus puissant. La dernière année à Brody est pour Roth la dernière année où l'allemand est la langue d'enseignement ; à l'Université de Lemberg, depuis 1871, le polonais est la langue d'enseignement. Roth a manifestement trouvé sa patrie littéraire dans la littérature allemande, et c'est peut-être une des raisons pour lesquelles il quitte Lemberg et s'inscrit à l'université de Vienne pour le semestre de l'été 1914. On ne sait pas dans quelle mesure Roth a effectivement étudié à Lemberg. Il a en tous cas séjourné épisodiquement à Vienne dès l'automne 1913, où il participe au onzième Congrès sioniste du 2 au 9 septembre 1913.
À Vienne, Roth prend une petite chambre dans la Leopoldstadt ; au semestre suivant, il s'installe avec sa mère, qui face aux désordres de la guerre qui venait d'éclater, a fui vers Vienne, dans un petit appartement du XXe arrondissement (14/16 rue Wallenstein). Roth et sa mère, chez qui vint aussi s'installer la tante Rebecca (Riebke), vivent à cette époque dans une situation très misérable : Roth était sans revenus, sa mère percevait la maigre aide aux réfugiés et, pendant l'occupation russe de la Galicie, il ne pouvait bien sûr que rarement arriver des subsides de l'oncle Siegmund.
Roth semble pourtant optimiste et se lance avec enthousiasme dans l'étude de la germanistique. Il fait grand cas de la réussite aux examens et de l'acquisition des connaissances grâce aux professeurs. Par la suite, à vrai dire, il porta un jugement négatif sur les études et ses camarades d'université — comme tant de jeunes écrivains qui, à l'université, recherchaient la poésie et trouvaient la germanistique. Walther Brecht constitue une exception, titulaire de la chaire de la Nouvelle littérature allemande. Heinz Kindermann, l'assistant de Brecht, devint sans doute une sorte de rival. Dans les premiers récits parus en 1916, dont L'Étudiant privilégié (Der Vorzugsschüler), Kindermann est le modèle du personnage principal Anton Wanzl, un caractère dépeint avec quelque haine et quelque expérience.
Bientôt la situation matérielle des Roth s'améliore. Des bourses et quelques places de précepteur (notamment chez la comtesse Trautmannsdorff) permettent à Joseph de s'acheter de bons costumes. Les témoins de l'époque le décrivent avec pli au pantalon, canne et monocle, l'image même du dandy viennois.

### Première Guerre mondiale
La Première Guerre mondiale et la décomposition de l’Autriche-Hongrie qui s’ensuit se transforme pour Roth en expérience cauchemardesque. Contrairement à de nombreux autres qui, lorsque la guerre éclata, furent saisis d’un enthousiasme national dont ils ne connurent jamais d’équivalent par la suite, Roth défend d’abord une position pacifiste et réagit avec une sorte de désespoir épouvanté. Pourtant, le temps passant, il lui apparaît — à lui qui avait été classé inapte à la guerre — que sa propre attitude est humiliante et pénible : 

« Lorsque la guerre éclata, je perdis les leçons que je donnais, progressivement, l’une après l’autre. Les avocats entrèrent en scène, les femmes devinrent d’humeur maussade, patriotique, elles se mirent à témoigner d’une véritable prédilection pour les blessés. Je me présentai finalement comme volontaire au 21e bataillon de chasseurs. »

Le 31 mai 1916, Roth se présente au service militaire et débute le 28 août 1916 sa formation en tant que Volontaire-Un-An (Einjährig-Freiwilliger) dans l’armée impériale et royale (KuK). Lui et son ami Józef Wittlin optent pour le bataillon de chasseurs à pied, dont l’école de formation en un an se trouvait dans le IIIe arrondissement de Vienne (originellement, il était prévu d’étudier pendant le temps libre). C’est pendant la période de formation que meurt l’Empereur François-Joseph, le 21 novembre 1916. Roth suit, en tant que membre de la chaîne de soldats, tout le parcours du cortège d’enterrement : 

« L’ébranlement moral, provoqué par la prise de conscience qu’une Journée historique venait de s’achever, se joignait à l’affliction paradoxale pour le déclin d’une patrie qui avait elle-même enseigné l’opposition à ses fils. »

La mort de l’empereur de 86 ans apparaît à plusieurs reprises dans l’œuvre de Roth comme une métaphore centrale du déclin de l’Empire des Habsbourg et de la perte de la terre natale et de la patrie, notamment dans les romans La Marche de Radetzky et La Crypte des capucins.
Au lieu de pouvoir servir dans le 21e régiment de chasseurs à pied avec ses amis, Roth est bientôt transféré vers la Galicie, à la 32e division de troupes d’infanterie. En 1917, et manifestement jusqu’à la fin de la guerre, il est affecté au service de presse au local de Lemberg.
Selon les dires de Roth, il aurait été officier, et aurait été fait prisonnier par les Russes ; en fait, il ne semble pas avoir fait partie des unités combattantes.
Après la fin de la guerre, Joseph Roth doit arrêter ses études et se consacrer à gagner sa vie. De retour vers Vienne, il trouve d’abord à se loger chez Leopold Weiss, le beau-frère de son oncle Norbert Grübel. Peu de temps après, il veut rentrer à Brody, mais sur le chemin du retour, il tombe dans des démêlés entre troupes polonaises, tchécoslovaques et ukrainiennes, dont il ne peut se sortir qu’à grand peine pour atteindre Vienne.
Déjà, pendant son service militaire, il a commencé à écrire des comptes rendus et des feuilletons pour les journaux Der Abend et Der Friede, et dans le journal Österreichs Illustrierter Zeitung sont parus des poèmes et des textes en prose. À partir d’avril 1919, il devient rédacteur à Der Neue Tag, un quotidien qui compte aussi parmi ses collaborateurs Alfred Polgar, Anton Kuh et Egon Erwin Kisch. Dans ce milieu professionnel, il faisait vite partie des devoirs de service que d’être un habitué du Café Herrenhof, où Roth, à l’automne 1919, fait la connaissance de sa future épouse Friedrike (Friedl) Reichler.

### Journaliste à Vienne et Berlin
À la fin du mois d‘avril 1920, Der Neue Tag cesse sa parution. Roth s’installe à Berlin. Là, il connaît d’abord des difficultés avec son permis de séjour, car la confusion et le côté fantasque de ses papiers font presque rire en Autriche, mais à Berlin, tout d’un coup, elles sont prises au sérieux. Bientôt paraissent ses premières contributions dans différents journaux, parmi lesquels la Neuen Berliner Zeitung ; à partir de janvier 1921, il travaille principalement pour le Berliner Börsen-Courier.

À l’automne 1922, il rompt sa collaboration avec le Börsen-Courier. Il écrit : 

« Je ne peux plus partager les égards pour un public bourgeois et rester son causeur du dimanche, si je ne veux pas renier chaque jour mon socialisme. Peut-être aurais-je malgré tout été suffisamment faible pour réprimer mes convictions afin d’obtenir des appointements supérieurs ou pour des louanges plus fréquentes de mon travail. »

Certes, Roth signait des contributions au journal socialiste Vorwärts sous le nom de Joseph le Rouge, mais il n’était certainement pas socialiste, ses convictions reposaient sur des fondements théoriques. Il apparaît surtout dans ses reportages et feuilletons comme un observateur précis, qui tire des fragments de vie qu’il perçoit et des manifestations immédiates du malheur humain des conclusions importantes (et souvent clairvoyantes) en ce qui concerne les malaises sociaux et les circonstances politiques. Pour ce qui est de la force de ses convictions face aux attraits financiers, il en donna lui-même un exemple (violemment critiqué par ses amis et collègues), lorsqu’en 1929, il se fait payer très cher par le Münchner Neuesten Nachrichten, une feuille nationaliste, pour écrire très peu.
À partir de janvier 1923, il travaille comme chroniqueur pour le renommé Frankfurter Zeitung dans lequel une bonne partie de ses travaux journalistiques devaient paraître au cours des années suivantes. Selon la situation économique qui, du fait de l’inflation, s’aggrave alternativement en Allemagne ou en Autriche, Roth fait la navette à plusieurs reprises entre Vienne et Berlin à cette époque, et il écrit en dehors du Frankfurter Zeitung, des articles pour le Wiener Sonn-und Montagszeitung (Vienne), pour le Neues 8-Uhr-Blatt (Vienne), pour Der Tag (Vienne) et pour Prager Tageblatt (Prague). Pendant cette période, il travaille à son propre roman La Toile d’araignée (Das Spinnennetz) qui paraît à l’automne 1923 en feuilleton dans le journal viennois Arbeiter-Zeitung, mais reste inachevé.
Ses rapports avec le Frankfurter Zeitung et avec Benno Reifenberg alors chargé des chroniques ne sont pas sans heurts. Roth se sent insuffisamment estimé et cherche à compenser cela par des exigences sous forme d’honoraires. Lorsqu’il cherche à quitter le journal, on le prie de continuer à travailler pour le FZ comme correspondant à Paris. Roth accepte, déménage dans la capitale française en mai 1925 et, dans ses premières lettres, se montre enthousiaste pour la ville. Mais un an après, quand il est remplacé comme correspondant par Friedrich Sieburg : il en est très déçu. En compensation, il obtient d’être mandaté par le FZ pour des séries de grands reportages. De septembre à décembre 1926, il parcourt à ce titre l’Union soviétique ; de mai à juin 1927, l’Albanie et la Yougoslavie ; à l’automne 1927, le territoire de la Sarre ; de mai à juillet 1928, la Pologne et, en octobre-novembre 1928, l’Italie.

### Mariage et tragédie matrimoniale

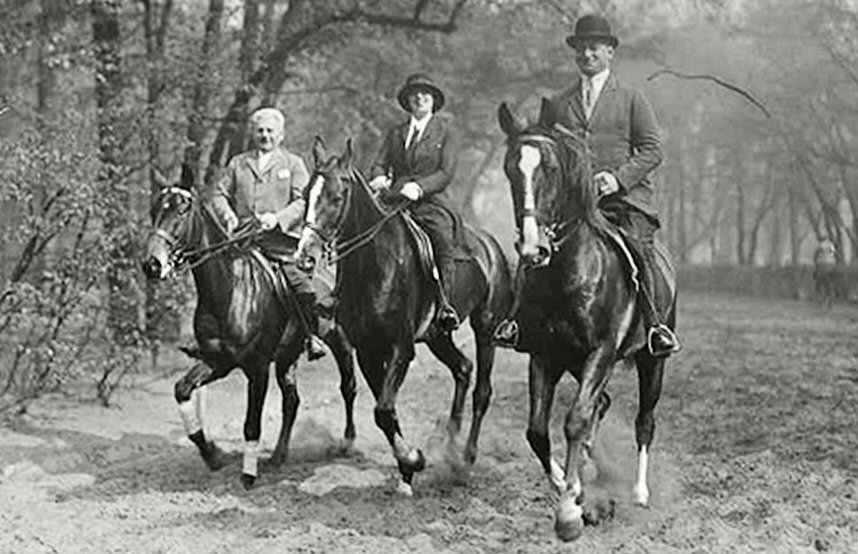
Joseph et Friedl Roth en promenade avec un ami, aux environs de 1925.

Le 5 mars 1922, Roth épouse à Vienne Friederike (Friedl) Reichler. Friedl était certes une femme séduisante et intelligente, mais ce n’était pas une intellectuelle et la vie mondaine, sans repos, aux côtés d’un journaliste vedette sans cesse en déplacement, ne correspondait pas non plus à ses attentes. En outre, Roth faisait preuve d’une jalousie presque pathologique. Déjà en 1926, les premiers symptômes d’une maladie mentale s’étaient manifestés chez Friedl et, en 1928, la schizophrénie devient évidente.
Friedl est d’abord traitée à la clinique psychiatrique Westend, puis elle habite un temps chez un ami de Roth – soignée par une infirmière. La maladie de son épouse le précipite dans une dépression profonde. Il n’était pas prêt à accepter l’incurabilité de la maladie, espérait un miracle, se rendait coupable de la maladie – la démence étant considérée chez les Juifs pieux comme une punition divine. L’éventualité d’une possession par un dibbuk le pousse à consulter (sans succès) un rabbin miraculeux hassidique. À cette époque, il se met sérieusement à boire. Sa situation financière elle-même se dégrade.
Même le placement chez les parents de Friedl n’apporte pas la moindre amélioration et la malade tombe dans une apathie qui s’accroît ; on l’amène alors en novembre 1930 au sanatorium de Rekawinkel, à côté de Vienne ; en décembre 1933, elle arrive à l’asile de soins de santé du Land « Am Steinhof » toujours à côté de Vienne ; enfin à l’été 1935 dans la clinique du Land Mostviertel Amstetten-Mauer. Les parents de Friedl émigrent en 1935 en Palestine et Roth demande la séparation.
En 1940, Friedl Roth est expédiée en direction de Linz, mais il n’y a aucun document attestant de son arrivée là-bas. Elle fut une des victimes du programme d’euthanasie des Nazis (action T4). Son acte de décès porte la date du 15 juillet 1940.

### Liaisons

#### Sybil Rares
Même si dans les années qui suivirent, la maladie de son épouse demeure une source de culpabilité et de dépression, sur un autre plan, Joseph Roth prend relativement tôt ses distances par rapport à une situation devenue désespérée. En 1929, il fait la connaissance de Sylbil Rares, une comédienne juive de Bucovine qui, à cette époque, avait été engagée au Théâtre de Francfort. La relation ne dure cependant que peu de temps.

#### Andrea Manga Bell
Une tout autre relation l'unit à Andrea Manga Bell, dont il fait la connaissance en août 1929 et qui devait, pendant les six années suivantes, partager son destin et le suivre dans l’émigration. Andrea Manga Bell était née à Hambourg, fille d’une huguenote hambourgeoise et d’un Cubain de couleur. Elle était mariée avec Alexandre Ndumbé Douala Manga Bell, prince de Douala et Bonanjo, de l’ancienne colonie allemande du Cameroun, fils du roi douala Rudolf Douala Manga Bell exécuté en 1914 par les Allemands, mais il l’avait quittée et était retourné au Cameroun. Quand Roth fait sa connaissance, elle est rédactrice au magazine du groupe Ullstein Gebrauchsgraphik et assure ainsi la subsistance des deux enfants issus de son mariage malheureux avec le « prince Nègre ». Roth est aussitôt fasciné par la belle exotique sûre d’elle et indépendante, et l’intérêt est réciproque. Bientôt, ils partagent tous deux un appartement commun avec les enfants Manga Bell.
Lorsque Roth est obligé d’émigrer, Andrea Manga Bell le suit avec ses enfants. Au fil du temps, il y eut des frictions que Roth attribuait aux problèmes financiers dus à la prise en charge de la famille Manga Bell (« Je suis obligé de nourrir une tribu nègre de neuf personnes ! ») Toutefois, la cause probable des différends et de la brouille définitive fin 1938 est sans doute la jalousie extrême de Roth, présente aussi dans sa vie matrimoniale comme dans ses autres relations.

#### Irmgard Keun
Au début juillet 1936, Roth se rend, à l’invitation de Stefan Zweig, à Ostende, où il rencontre la femme de lettres Irmgard Keun, qui vivait depuis peu en exil. Tous deux s’intéressent immédiatement l’un à l’autre. Irmgard Keun écrit : 

« J’eus alors la sensation de voir un être humain qui pouvait mourir de tristesse dans les heures qui venaient. Ses yeux ronds et bleus fixaient le vide presque sans regard, de désespoir, et sa voix semblait comme ensevelie sous le poids du chagrin. »

Irmgard Keun et Roth ne se rencontrent pas seulement sur ce point mais aussi dans leur tendance à se prêter à des excès d’alcool. « Tous deux picolent comme des trous », dit du couple Egon Erwin Kisch.
De 1936 à 1938, ils habitent ensemble à Paris. Keun accompagne aussi Roth dans ses voyages, entre autres lors de sa visite à Lemberg à Noël 1936, où il lui présente son ancienne amie Helene von Szajnoda-Schenk.

Mais cette relation finit par se briser, au dire d’Irmgard Keun, et la cause en est redevable à nouveau à la jalousie de Roth : 

« Pas une fois je ne pus sortir sans qu’il soit inquiet. M’endormais-je, il enfouissait alors ses doigts dans mes cheveux, et ils y étaient encore quand je m’éveillais.… Du fait de sa jalousie démentielle, je me sentais toujours poussée dans mes derniers retranchements, jusqu’à ce que je ne le supporte plus, jusqu’à ce que je sois absolument obligée de rompre. À Paris, je le quittai avec un profond soupir de soulagement et je partis avec un officier de marine français pour Nice. »

### L’émigration
Le 30 janvier 1933, jour de la nomination de Hitler comme chancelier du Reich, Roth quitte l’Allemagne. Dans une lettre à Stefan Zweig, il fait preuve d’une étonnante clairvoyance : 

« À présent il vous sera évident que nous allons vers de grandes catastrophes. Abstraction faite du privé – notre existence littéraire et matérielle est déjà anéantie – l’ensemble conduit à une nouvelle guerre. Je ne donne pas cher de notre vie. On a réussi à laisser la Barbarie prendre le pouvoir. Ne vous faites pas d’illusions. C’est l’Enfer qui prend le pouvoir. »

Bientôt, ses livres aussi sont brûlés. Roth choisit d’abord Paris comme lieu d'exil, mais au cours des années suivantes, il ne séjourne pas souvent en France. Il entreprend différents voyages, certains de plusieurs mois comme aux Pays-Bas, en Autriche et en Pologne. Le voyage en Pologne a lieu en février-mars 1937, où il donne une série de conférences, à l’invitation des PEN Clubs polonais. Il fait à cette occasion un détour par Lemberg pour rendre visite aux membres de sa famille qui y vivaient encore. De juin 1934 à juin 1935, Roth séjourne, comme de nombreux autres émigrants sur la Riviera française. Avec Hermann Kesten et Heinrich Mann, Roth et Manga Bell ont loué une maison à Nice.
À la différence de nombreux écrivains émigrés, Roth réussit non seulement à rester productif, mais aussi à se faire publier. Ses œuvres paraissent chez les éditeurs néerlandais de l'Exilliteratur, Querido Verlag et Allert de Lange Verlag, comme dans la maison d’édition chrétienne De Gemeenschap. C’est une des raisons pour lesquelles il séjourne à plusieurs reprises aux Pays-Bas et en Belgique pendant son exil (en mai 1935 à Amsterdam et en 1936 des séjours plus longs à Amsterdam et Ostende). En outre, il rédige des articles pour le magazine d’exil publié par Leopold Schwarzschild, Das neue Tage-Buch.

### Dernières années

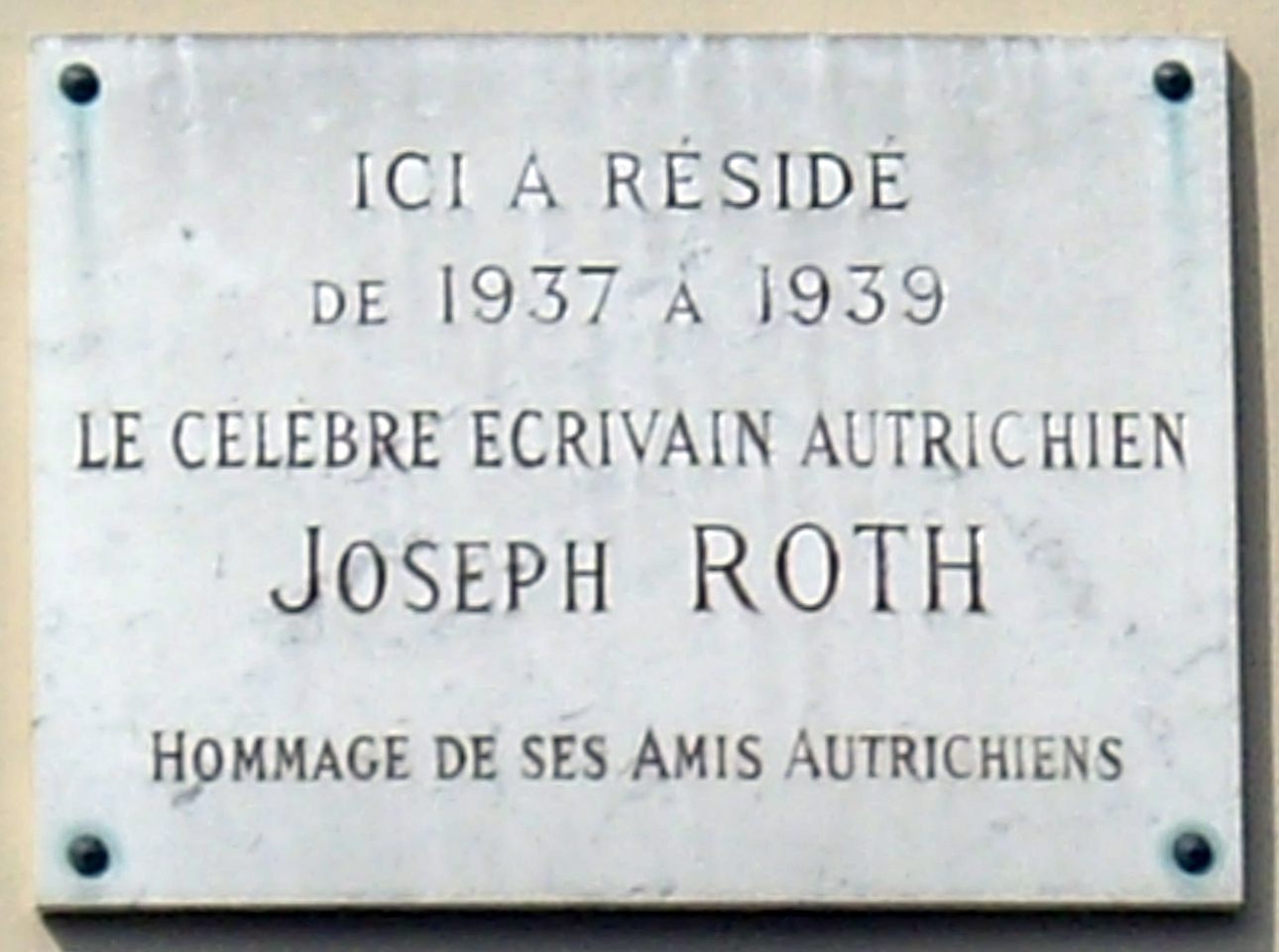
Plaque commémorative au 18, rue de Tournon à Paris.

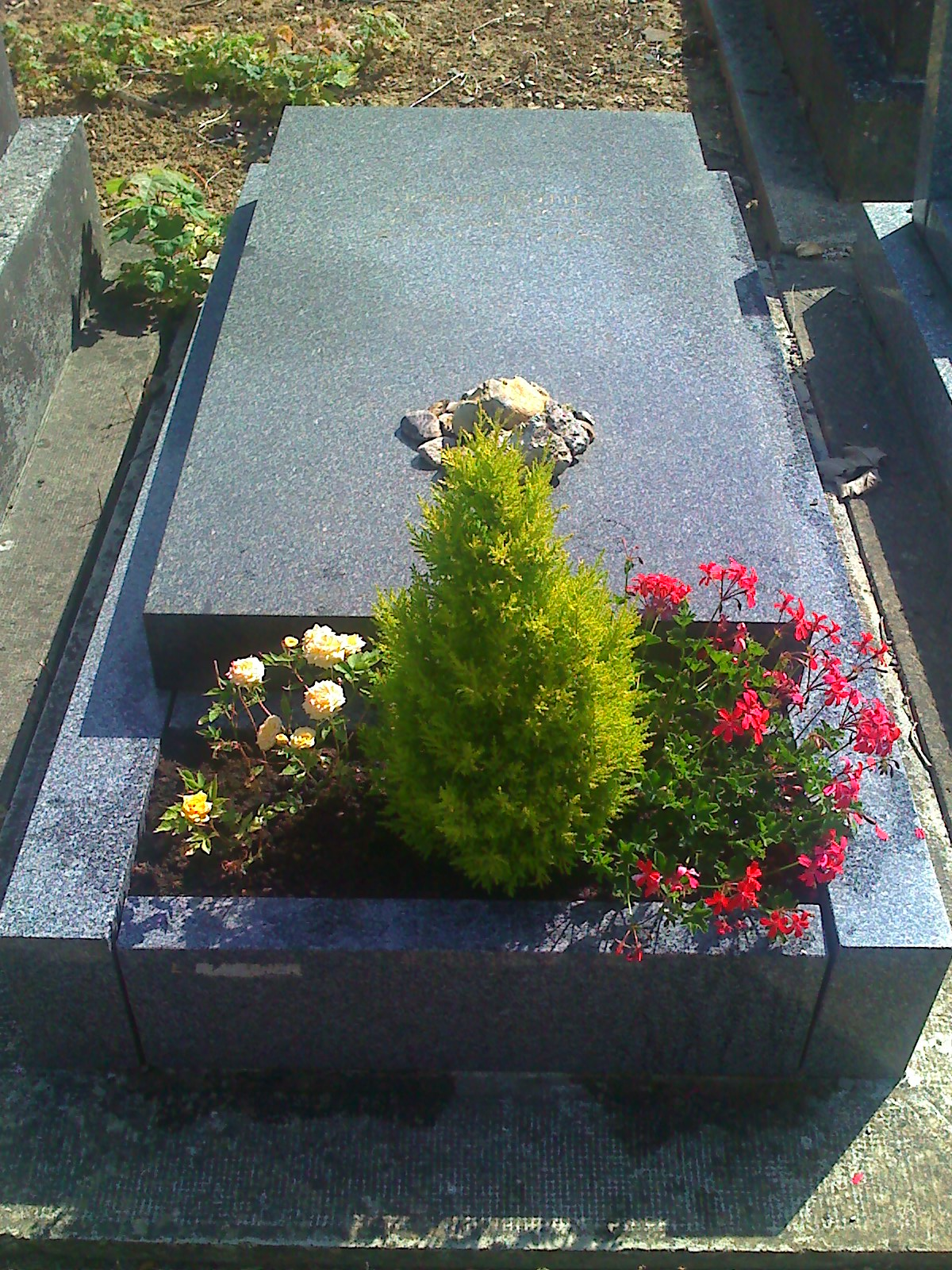
Tombe au cimetière parisien de Thiais.

Dans les dernières années, la situation des finances et de la santé de Roth se détériore rapidement, mais il bénéficie d'après Dominique Bona d'un appui financier conséquent de la part de Stefan Zweig. En novembre 1937, on démolit l’hôtel Foyot, 33 rue de Tournon, à cause de sa vétusté. Roth a résidé dix années durant dans cet hôtel au cours de ses séjours à Paris. Il vit donc cela une dernière fois comme une perte de sa patrie. Il prend en face une petite chambre à l’hôtel de la Poste, 18 rue de Tournon, au-dessus de son café habituel.
Le 23 mai 1939, Roth est conduit à l’hospice pour indigents de l’hôpital Necker après qu’il s'est effondré devant le Café Tournon (apparemment en recevant la nouvelle du suicide d’Ernst Toller). Le 27 mai, il meurt d’une double inflammation des poumons. L’évolution fatale de la maladie fut favorisée par le sevrage alcoolique abrupt (délirium alcoolique). Auparavant, il semble qu'Otto de Habsbourg, lors d’une rencontre, lui ait interdit de boire.
Le 30 mai, il est inhumé au cimetière parisien de Thiais. L’enterrement a lieu suivant le rite « catholique-modéré » car aucun justificatif de baptême de Roth ne put être fourni. À l’occasion de l’enterrement, des groupes hétérogènes entrèrent en conflit : les légitimistes autrichiens, les communistes et les Juifs réclamèrent le défunt comme l'un des leurs.
La tombe se trouve dans la section du cimetière (septième division). L’inscription sur la pierre tombale dit : « écrivain autrichien – mort à Paris en exil ».
Dans sa ville d’origine de Brody, une petite plaque commémorative, rédigée en ukrainien et en allemand, perpétue son souvenir.

## Thèmes de l'écrivain

### La perte de la patrie
Dans plusieurs livres de Roth, le déclin de l’Autriche est purement et simplement une métaphore de la perte de la patrie. En font partie les grands romans La Marche de Radetzky (1932) et La Crypte des capucins(1938) (dont le récit s’enchaîne avec le premier), tout comme la nouvelle Le Buste de l’Empereur (1934). Dans son avant-propos à la première édition de La Marche de Radetzky dans le Frankfurter Zeitung, Roth écrit : 

« Une volonté cruelle de l’Histoire a réduit en morceaux ma vieille patrie, la monarchie austro-hongroise. Je l’ai aimée, cette patrie, qui me permettait d’être en même temps un patriote et un citoyen du monde, un Autrichien et un Allemand parmi tous les peuples autrichiens. J’ai aimé les vertus et les avantages de cette patrie, et j’aime encore aujourd’hui, alors qu’elle est défunte et perdue, ses erreurs et ses faiblesses. Elle en avait beaucoup. Elle les a expiées par sa mort. Elle est passée presque directement de la représentation d’opérette au théâtre épouvantable de la guerre mondiale. »

Le déclin de l’Autriche comme perte de la patrie et sa réinterprétation par Roth renvoie à la perte précoce du père. Mais ce sentiment d’égarement et de déracinement est aussi représenté ailleurs, en l’occurrence comme sentiment dominant dans la vie des Juifs galiciens, et des Juifs en général, par exemple dans l’essai Juifs en errance.

Sa fin déjà proche, Roth a la nostalgie d’un retour au pays, dans le sentiment de sécurité (également religieux) de la culture juive des « Schtetl », transformée miraculeusement en culture catholique dans La Légende du saint buveur, où le buveur sans abri Andreas Kartak, directement frappé par des miracles et la Grâce divine, trouve dans la mort la délivrance et le retour au pays. Encore à propos de l'exil, en 1933, il écrit : 

« Comme si le passeport et le document qui garantissent à l’écrivain sa nationalité avaient beaucoup plus de valeur que le livre qu’il a écrit ; pis encore, comme si le passeport était une distinction toute particulière que l’État décerne à son poète bien qu’il ne l’ait pas mérité ! Comme si l’industrie, l’armée, les ministères, la police, les compagnies de SA étaient l’État : eux tous mais pas le poète !!… Aussi vrai qu’un écrivain dont la vie physique est mise en danger et émigre pour cette raison… ne cesse pas pour autant d’être un écrivain allemand, de même la littérature allemande ne connaît pas de frontières territoriales… Ah ! Quelle ironie ! »

Parmi les œuvres explicitement juives ou plus précisément qui étudient la thématique juive, on peut citer la nouvelle Le Léviathan et le roman Job (Le Poids de la grâce).

### Mythologies de Joseph Roth
Joseph Roth relatait des injustices subies pendant sa captivité jusqu’à ce que Kisch fasse des recherches sur son passé et prouve que J. Roth n’avait jamais été prisonnier. Mais Franz Tunda dans La Fuite sans fin avait été en captivité et J. Roth s’identifiait avec son personnage de roman. J. Roth disait : 

« Cela ne dépend pas de la véracité, mais de la vérité intérieure. »

Toutefois, la « vérité intérieure » de son autoportrait se heurtait souvent à la véracité :
- Il n’était pas né dans le Banat, en Hongrie, mais à Brody en Galicie et racontait des légendes sur son père.
- Il ne fut pas officier autrichien, mais volontaire un an. Après la guerre, il se transforma d’abord en porte-drapeau, puis en lieutenant. Au fil du temps, par le langage et le vêtement, il s’adapta au stéréotype de l’officier impérial et royal. Son attitude paraissait convaincante à son entourage, y compris à d’anciens officiers autrichiens[23].
- Il n’était pas catholique — religion de l’officier autrichien. Lors de son enterrement, on ne put fournir aucune preuve effective d’une éventuelle conversion. J. Roth s’est aussi reconnu alternativement comme juif ou comme catholique. Cependant, il écrivit à Stefan Zweig, le 19 août 1935 : « Je ne vois pas d'autre voie que le mont du Calvaire qui mène au Christ et à aucun juif plus grand. Je vais même peut-être aller plus loin si j'en ai la force et entrer dans un ordre[24]. »

Toutefois, on ne trouve pas la moindre trace où J. Roth ait tiré de ses mystifications un avantage personnel. Il était plutôt connu comme étant quelqu’un de désintéressé qui aidait, avec ses propres deniers, ceux qui étaient tombés dans la misère.

### «Joseph le rouge» et le légitimiste autrichien
De manière générale, on note chez Roth pour l’année 1925-1926 une mutation du socialisme vers le monarchisme. Que Roth ait été auparavant un écrivain « socialiste » ou en tous cas « de gauche », en attestent ses articles socialement critiques et socialement engagés des premières années. Il apparaît clairement dans ces écrits que le malaise social n’était pas pour lui un point de départ pour élaborer des théories, ou la preuve d’une théorie déjà formulée ; Roth reste dans le concret et se révèle là comme un observateur très précis.
Même le fait que quelques articles de Roth soient parus dans le journal social-démocrate Vorwärts sous le pseudonyme de « Joseph le Rouge », ne justifie pas la caractérisation absolue du Roth des débuts comme socialiste.
Là où, dans les études littéraires, il est pris au mot comme « Joseph le Rouge », on le démasque d’abord comme un social-romantique ; son supposé abandon du socialisme est ensuite considéré comme typique d’un intellectuel bourgeois dont la théorie socialiste est insuffisamment consolidée.
Même son appartenance au Groupe 1925, une association d’écrivains de gauche, ne prouve rien : Roth apparaît comme signataire des résolutions du Groupe, mais il ne prit pas part aux rencontres de l’association. Néanmoins, il semble avoir suivi avec intérêt les activités du Groupe pendant la courte période de l’existence de celui-ci.
En ce qui concerne le Roth monarchiste : dans ses premiers travaux journalistiques, Roth s’était montré vraiment critique à l’égard de la monarchie. Cette position se transforma en une idéalisation de la Monarchie des Habsbourg, qui certes ne méconnaissait pas ni n’ignorait les erreurs et les négligences de l’État corporatif autrichien qui avait réellement existé (mais n’existait plus), mais qui peignait l’Utopie d’une Autriche dans une transfiguration romantique, telle qu’elle aurait pu être ou dû être. Roth n’était ici pas le seul représentant de cette nostalgie spécifique royale et impériale : de Fritz von Herzmanovsky-Orlando (Tarockanie) à Robert Musil (Kakanie), quelques poètes travaillaient au transfert de l’Autriche vers le Mythe et l’Utopie.
Pour Roth, cela changea avec l’ascension du National-socialisme. Il voyait dans la Monarchie et l’Église catholique les seules forces qu’il croyait capables d’opposer une résistance suffisante à la « peste noire » - si elles pouvaient s’y décider. En conséquence, non seulement il renforça sa propre stylisation en tant qu’officier autrichien (catholique, naturellement), mais il soutint aussi concrètement la cause monarchiste par des articles et un travail politique.
Dans ses dernières années, il cherchait le contact avec les cercles légitimistes autour du prétendant au trône Otto de Habsbourg-Lorraine ; dans cette perspective il partit pour Vienne le 24 février 1938 (quelques jours avant l’Anschluss de l’Autriche) avec l’objectif de convaincre le chancelier fédéral autrichien Kurt Schuschnigg d’abdiquer en faveur d’Otto de Habsbourg. Le projet n’était peut-être pas aussi illusoire qu’il apparaît rétrospectivement ; quoi qu’il en soit, Roth échoua : il ne réussit pas à parler à Schuschnigg et le président de la police de Vienne Michael Skubl lui conseilla de retourner au plus vite à Paris.

### Une œuvre inclassable
Il semble difficile de ranger l’œuvre de Roth dans une tendance précise ou un groupe de la littérature contemporaine. En premier lieu, on l’associe à la Nouvelle Objectivité, et ce classement peut avant tout être pertinent pour ses premières œuvres. Ainsi, La Fuite sans fin porte non seulement le sous-titre Un compte-rendu, mais dans la préface, l’auteur assure : « Je n’ai rien inventé, rien composé. Il ne s’agit plus de “faire des vers”. Le plus important est ce qui est observé. »

Toutefois, c’est ce même Roth qui dans En finir avec la Nouvelle Objectivité rejette cette tendance. Il critique avec un point de vue de journaliste l’absence de forme d’une littérature qui veut s’appuyer sur des « faits bruts », en mettant en parallèle avec les témoignages le compte-rendu journalistique (mis en forme) : 

« Le Fait et le Détail sont le contenu du témoignage. Ils sont le matériau brut du compte-rendu journalistique. “Restituer” l’événement rend d’abord possible une expression mise en forme, donc artistique, dans laquelle le matériau brut contenu est comme le minerai dans l’acier, comme le mercure dans le miroir. »

Et il reproche à la Nouvelle Objectivité de faire sienne la position du lecteur naïf : 

« Le lecteur primitif soit restera tout entier dans la réalité, soit la fuira tout entier. »

D’où sa préférence pour la prétendue authenticité des rapports non mis en forme des témoins oculaires. Roth, en tant que journaliste, connait le travail pour former un article à partir d’une simple déposition, et comme poète, il sait : 

« … en premier lieu est “l’œuvre d’art”, vraie comme la vie. »

Un programme direct pour son œuvre, la phrase : 

« Le narrateur est un observateur et quelqu’un qui comprend les choses. Son œuvre ne rompt jamais avec la réalité, mais elle est en vérité (par la médiation de la langue) la réalité transformée. »

Roth défendait ici la position de « l’artisan » journaliste. Il était connu de ses contemporains en premier lieu comme journaliste, et les travaux journalistiques représentaient bien la moitié de son œuvre. L’appartenance de Roth à la Nouvelle Objectivité — qui était déjà un mouvement de réaction à l’Expressionnisme qui dominait la littérature de la période de Weimar — dérive peut-être justement du fait que Roth n’était pas un expressionniste. Roth ne prit pas part à l’expérience linguistique de l’Expressionnisme, il resta au contraire conservateur dans les moyens linguistiques qu’il utilisait le plus souvent.

## Œuvre

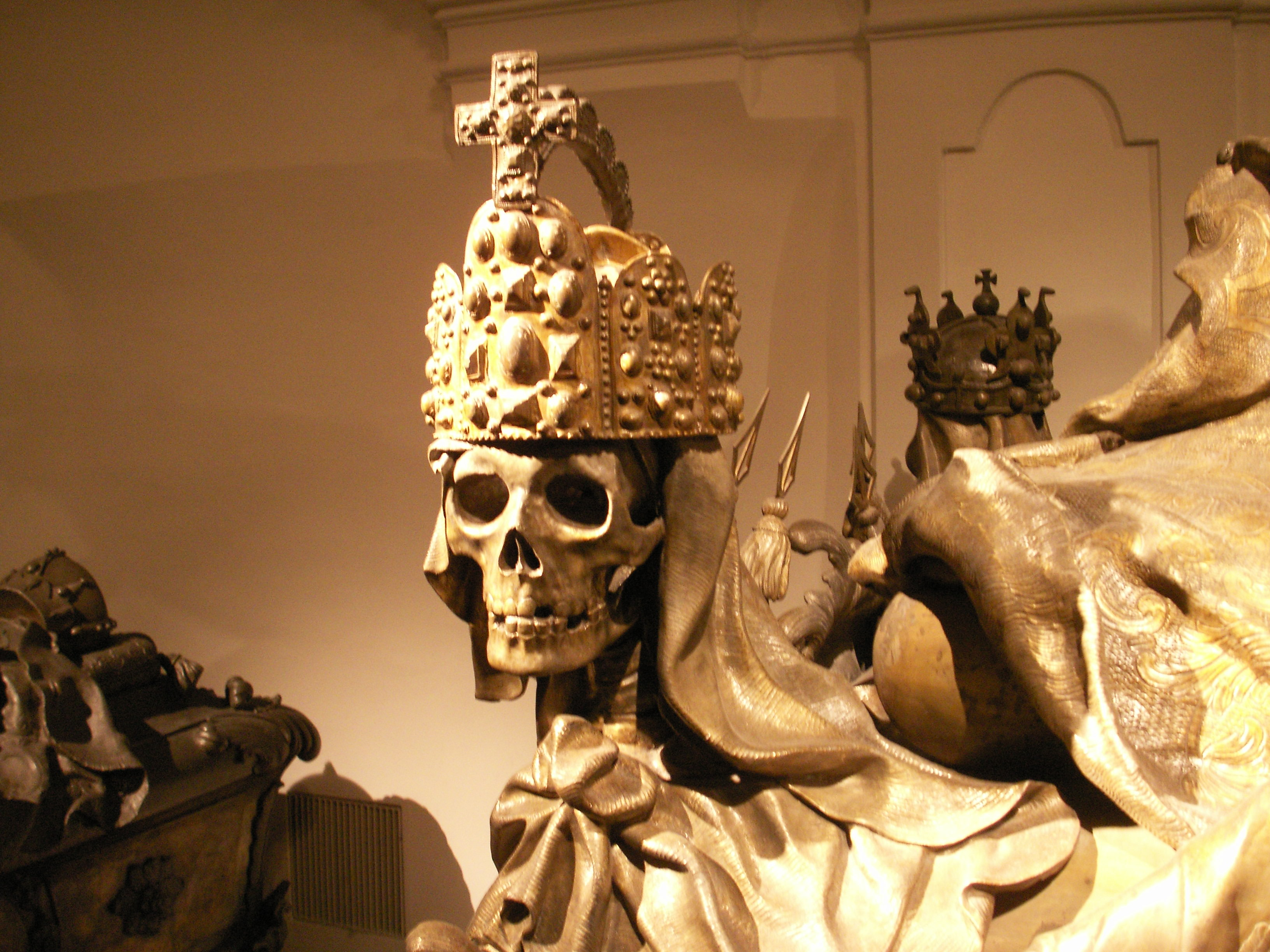
Détail du tombeau de Charles VI du Saint-Empire dans la crypte des Capucins, à Vienne.

Son œuvre la plus célèbre est son roman La Marche de Radetzky, qui retrace la chute de l'Empire austro-hongrois et la désintégration de la société autrichienne à travers les trois dernières générations de la famille von Trotta.
Liste (non exhaustive) par ordre chronologique de parution :

### Romans, nouvelles
- Der Vorzugsschüler, Vienne, 1916
- Barbara, Vienne, 1918
- Das Spinnennetz, Vienne, 1923 Publié en français sous le titre La Toile d'araignée, traduit par Marie-France Charrasse, Paris, Gallimard, coll. « Du monde entier », 1970  (ISBN 2-07-027339-3) ; réédition, Paris, Gallimard, coll. « L'Étrangère », 1991  (ISBN 2-07-071473-X) ; réédition, Paris, Gallimard, coll. « L'Imaginaire » no 498, 2004  (ISBN 978-2-07-077084-7) Nouvelle traduction par Pierre Deshusses, Éditions Bouquins, coll. « Bouquins », 2023  (ISBN 978-2-221-24771-6)
- Hotel Savoy. Ein Roman, Berlin, 1924 Publié en français sous le titre Hôtel Savoy, traduit par Françoise Bresson, Paris, Gallimard, coll. « Du monde entier », 1969 (BNF 33159409) ; réédition, Paris, Gallimard, coll. « L'Imaginaire » no 183, 1993  (ISBN 2-07-070905-1) Nouvelle traduction par Pierre Deshusses, Éditions Bouquins, coll. « Bouquins », 2023  (ISBN 978-2-221-24771-6)
- Die Rebellion, Berlin, 1924Publié en français sous le titre La Rébellion, traduit par Dominique Dubuy et Claude Riehl, Paris, Éditions du Seuil, coll. « Le don des langues », 1988  (ISBN 2-02-010185-8) ; réédition, Paris, Seuil, coll. « Points. Roman » no 444, 1991  (ISBN 2-02-013112-9)
- April, Die Geschichte einer Liebe, Berlin, 1925
- Der Blinde Spiegel, ein kleiner Roman, Berlin, 1925 Publié en français sous le titre Le Miroir aveugle, traduit et préfacé par Nicolas Waquet, Paris, Payot & Rivages, coll. « Rivages poche / Petite Bibliothèque » no 1029, 2023, 100 p.  (ISBN 978-2-7436-5916-5)
- Juden auf Wanderschaft, Berlin, 1927 Publié en français sous le titre Juifs en errance, suivi de L'Antéchrist, traduits par Michel-François Demet, Paris, Seuil, coll. « Le don des langues », 1986  (ISBN 2-02-009341-3)
- Die Flucht ohne Ende - Ein Bericht, Munich, 1927 Publié en français sous le titre La Fuite sans fin, traduit par Romana Altdorf et René Jouglet, Paris, Gallimard, 1929 (BNF 31251017) ; réédition, Paris, Gallimard, coll. « L'Imaginaire » no 155, 1988  (ISBN 2-07-070428-9) Nouvelle traduction par Pierre Deshusses, Éditions Bouquins, coll. « Bouquins », 2023  (ISBN 978-2-221-24771-6)
- Zipper und sein Vater, Munich, 1928 Publié en français sous le titre Zipper et son père, traduit par Jean Ruffet, Paris, Seuil, coll. « Le don des langues », 2004  (ISBN 2-02-023605-2)
- Rechts und links, Berlin, 1929 Publié en français sous le titre Gauche et Droite, traduit par Jean Ruffet, Paris, Seuil, coll. « Le don des langues », 2000  (ISBN 2-02-023604-4) ; réédition, Paris, Les Belles Lettres, coll. « Domaine étranger » no 32, 2017  (ISBN 978-2-251-44684-4)
- Der stumme Prophet (extraits), Berlin, 1929 ; première édition posthume avec une préface de Walter Lenning, Köln, Kiepenheuer & Witsch, 1966 Publié en français sous le titre Le Prophète muet, traduit par Werner Lengning, Paris, Gallimard, 1972  (ISBN 2-07-028218-X)
- Briefe aus Deutschland, Hambourg, 1929
- Hiob, Roman eines einfachen Mannes, Berlin, 1930 Publié en français sous le titre Job, roman d'un simple juif, traduit par Charles Reber, Paris, Valois, 1931 Publié en français sous le titre Le Poids de la grâce, traduit par Paule Hofer-Bury, Paris, Calmann-Lévy, 1965 ; réédition, Paris, LGF, coll. « Le Livre de poche. Biblio » no 3052, 1984  (ISBN 2-253-03556-4) ; réédition, Paris, Presses-pocket no 3285, 1989  (ISBN 2-266-02884-7) Publié en français sous le titre Job, roman d'un homme simple, traduit par Silke Hass et Jean-Pierre Boyer, Tours, éditions Panoptikum, 2011  (ISBN 978-2-9540676-0-5), réédition, Genève, Héros-Limite, 2018  (ISBN 978-2-889550-00-5) Publié en français sous le titre Job, roman d'un homme simple, traduit par Stéphane Pesnel, Paris, Seuil, coll. « Le don des langues », 2012  (ISBN 978-2-02-102414-2) ; réédition, Paris, éditions Points, coll. « Grands Romans » no P3017, 2013  (ISBN 978-2-7578-3376-6)
- Panoptikum. Gestalten und Kulissen, Munich, 1930 Publié de façon partielle en français sous le titre Cabinet des figures de cire précédé de Images viennoises : esquisses et portraits, traduit par Stéphane Pesnel, Paris, Seuil, coll. « Le don des langues », 2009  (ISBN 978-2-02-096166-0)
- Radetzkymarsch, Berlin, 1932 Publié en français sous le titre La Marche de Radetzky, traduit par Blanche Gidon, Paris, Plon et Nourrit, coll. « Feux croisés. Âmes et Terres étrangères », 1934 (BNF 31251022) ; réédition de cette traduction revue par Alain Huriot, Paris, Seuil, 1982  (ISBN 2-02-006270-4) ; réédition, Paris, Seuil, coll. « Points. Roman » no 125, 1983  (ISBN 2-02-006617-3) ; réédition avec une présentation de Stéphane Pesnel, Paris, éditions Points, coll. « Grands Romans » no P8, 2008  (ISBN 978-2-7578-0823-8) ; réédition avec l'avant-propos de 1932 traduit par Stéphane Pesnel, Paris, Seuil, 2013  (ISBN 978-2-02-111426-3) Nouvelle traduction par Pierre Deshusses, Éditions Bouquins, coll. « Bouquins », 2023  (ISBN 978-2-221-24771-6)
- Stationschef Fallmerayer, Amsterdam, 1933 Publié en français sous le titre Le Chef de gare Fallmerayer, traduit par Suzanne Alexandre, Paris, Éditions Sillage, 2023  (ISBN 978-2-38141-050-0)
- Tarabas, ein Gast auf dieser Erde, Amsterdam, 1934 Publié en français sous le titre Tarabas : un hôte sur cette terre, traduit par Michel-François Demet, Paris, Seuil, 1985  (ISBN 2-02-008729-4) ; réédition, Paris, Seuil, coll. « Points. Roman » no 389, 1990  (ISBN 2-02-011574-3) ; réédition, Paris, éditions Points, coll. « Grands Romans » no P2285, 2009  (ISBN 978-2-7578-1489-5)
- Triumph des Schönheit, Paris, 1934 Publié en français sous le titre Le Triomphe de la beauté, dans le recueil Le Buste de l'empereur, traduit par Blanche Gidon, Toulouse, éditions Ombres, coll. « Petite Bibliothèque Ombres » no 190, 2014  (ISBN 978-2-84142-202-9)
- Die Büste des Kaisers, Paris, 1934 Publié en français sous le titre Le Buste de l'empereur, dans le recueil du même titre, traduit par Blanche Gidon, Toulouse, éditions Ombres, coll. « Petite Bibliothèque Ombres » no 190, 2014  (ISBN 978-2-84142-202-9)
- Der Antichrist , Amsterdam, 1934 Publié en français sous le titre Juifs en errance, suivi de L'Antéchrist, traduits par Michel-François Demet, Paris, Seuil, coll. « Le don des langues », 1986  (ISBN 2-02-009341-3)
- Die hundert Tage, Amsterdam, 1935 Publié en français sous le titre Le Roman des Cent-Jours, traduit par Blanche Gidon, Paris, Grasset, 1937 (BNF 34189050) ; réédition, Paris, Seuil, coll. « Le don des langues », 2004  (ISBN 2-02-018266-1) Nouvelle traduction par Pierre Deshusses sous le titre Les Cent-jours, Éditions Bouquins, coll. « Bouquins », 2023  (ISBN 978-2-221-24771-6)
- Beichte eines Mörders, erzählt in einer Nacht, Amsterdam, 1936 Traduction sous le titre Notre assassin, traduit par Blanche Gidon, Paris, Robert Laffont, coll. « Pavillon », 1947 (BNF 32586361) ; réédition, Paris, C. Bourgois, 1994  (ISBN 2-267-00936-6) ; réédition, Paris, 10/18, coll. « Domaine étranger » no 2793, 1993  (ISBN 2-264-02266-3) ; réédition, Montreuil, éditions Folies d'encre, 2008  (ISBN 978-2-907337-43-4) Nouvelle traduction par Pierre Deshusses sous le titre Confession d'un assassin racontée en une nuit, Éditions Payot & Rivages, coll. « Rivage poche. Petite bibliothèque » no 826, 2014  (ISBN 978-2-7436-2910-6)
- Das falsche Gewicht. Die Geschichte eines Eichmeisters, Amsterdam, 1937 Publié en français sous le titre Les Fausses Mesures, traduit par Blanche Gidon, Paris, éditions du Bateau ivre, coll. « Climats », 1946 (BNF 32586364) ; réédition, Paris, Seuil, coll. « Le don des langues », 1989  (ISBN 2-02-011388-0) Nouvelle traduction par Brice Germain, Paris, éditions Sillage, 2009  (ISBN 978-2-916266-51-0)
- Die Kapuzinergruft, Bilhoven, 1938 Publié en français sous le titre La Crypte des capucins [29], traduit par Blanche Gidon, Paris, Pion, coll. « Feux croisés », 1940 (BNF 32586363) ; réédition, Paris, Seuil, 1983  (ISBN 2-02-006609-2) ; réédition, Paris, coll. « Points. Roman » no 257, 1986  (ISBN 2-02-009305-7) ; réédition avec une préface de Dominique Fernandez, Paris, Seuil, coll. « Points » no 196, 1996  (ISBN 2-02-026418-8) ; réédition, Paris, éditions Points, coll. « Grands Romans » no 196, 2010  (ISBN 978-2-7578-1795-7) Nouvelle traduction par Pierre Deshusses, Éditions Bouquins, coll. « Bouquins », 2023  (ISBN 978-2-221-24771-6)
- Die Geschichte von der 1002. Nacht, Bilthoven, 1939 Publié en français sous le titre Conte de la 1002ee nuit, traduit par Françoise Bresson, Paris, Gallimard, 1973 (BNF 35226000) ; réédition, Paris, Gallimard, coll. « L'Imaginaire » no 479, 2003  (ISBN 2-07-076811-2)
- Die Legende vom heiligen Trinker, Amsterdam, 1939 Publié en français sous le titre La Légende du saint buveur, traduit par Dominique Dubuy et Claude Riehl, Paris, Seuil, coll. « Le don des langues », 1986  (ISBN 2-02-009340-5) Publié en français sous le titre La Légende du saint buveur, traduit par Maël Renouard, Paris, éditions Sillage, 2016  (ISBN 979-10-91896-56-6)
- Der Leviathan, Amsterdam, 1940 Publié en français sous le titre Léviathan, traduit par Brice Germain, Paris, Éditions Sillage, 2011  (ISBN 978-2-916266-81-7)
- Perlefter : die Geschichte eines Bürgers: Fragment eines Romans aus dem Berliner Nachlass, Köln, 1978 (posthume) Publié en français sous le titre Perlefter, Histoire d'un bourgeois, traduit par Pierre Deshusses, Paris, Robert Laffont, 2020  (ISBN 978-2-221-24992-5) ; réédition, Éditions Bouquins, coll. « Bouquins », 2023  (ISBN 978-2-221-24771-6)

### Autres titres parus en français

#### Recueils de nouvelles
- Le Marchand de corail, traduit par Blanche Gidon et Stéphane Pesnel, Paris, Seuil, 1996  (ISBN 2-02-021233-1)
- Viens à Vienne, je t'attends, par Alexis Tautou, Paris, L'Herne, coll. « Carnets », 2015  (ISBN 978-2-85197-293-4)
- Fraises, suivi de deux fragments, traduit par Alexis Tautou, Paris, L'Herne, coll. « Carnets », 2016  (ISBN 978-2-85197-294-1)
- Nouvelles inédites (Carrière ; À propos de l'endroit dont je veux parler maintenant ; Humanité malade ; Elles sont de plus en plus rares en ce monde ; Le Cartel ; La Riche Demeure d'en face ; Ce matin est arrivée une lettre ; Jeunesse) in Perlefter, roman et nouvelles, traduit par Pierre Deshusses, Paris, Robert Laffont, 2020  (ISBN 978-2-221-24992-5)

#### Recueils de chroniques et lettres
- Croquis de voyage, traduit par Jean Ruffet, Paris, Seuil, coll. « Le don des langues », 1994  (ISBN 2-02-020689-7)
- Une heure avant la fin du monde, traduit par Nicole Casanova, Paris, Liana Levi, 2003  (ISBN 2-86746-346-7) ; réédition, Paris, Liana Levi, coll. « Piccolo » no 65, 2009  (ISBN 978-2-86746-527-7)
- À Berlin, traduit par Pierre Gallissaires, Monaco, Éditions du Rocher, coll. « Anatolia », 2003  (ISBN 2-268-04863-2) ; réédition, Paris, Les Belles lettres, coll. « Domaine étranger », 2013  (ISBN 978-2-251-21013-1)
- Symptômes viennois, traduit par Nicole Casanova, Paris, Liana Levi, 2004  (ISBN 2-86746-372-6)
- La Filiale de l'enfer : écrits de l'émigration, traduit par Claire de Oliveira, Paris, Seuil, coll. « Le don des langues », 2005  (ISBN 2-02-067931-0)
- Le Deuxième Amour : histoires et portraits, traduit par Jean Ruffet, Monaco, Éditions du Rocher, coll. « Anatolia », 2005  (ISBN 2-268-05556-6)
- Le Genre féminin, traduit par Nicole Casanova, Paris, Liana Levi, 2006  (ISBN 2-86746-406-4)
- Lettres choisies : 1911-1939, traduit par Stéphane Pesnel, Paris, Seuil, coll. « Le don des langues », 2007  (ISBN 978-2-02-029700-4)
- Correspondance avec Stefan Zweig, 1927-1938, traduit par Pierre Deshusses, éditions Rivages, 2013.
- Poèmes des livres disparus & autres textes, traduit par Jean-Pierre Boyer et Silke Hass, Genève, Héros-Limite, 2017  (ISBN 978-2-940517-73-2).
- L'Autodafé de l'esprit, publié en français en 1933 dans les Cahiers juifs no 5/6. Réédité le 2 mai 2019 aux éditions ALLIA
- La Montée du nazisme, 1924-1939, traduit par Nicole Casanova et Marc Sagnol, Recueil de dix textes présentés par Nicole Casanova et annotés par la même, Marc Sagnol et Thierry Bouchard, Paris, Éditions Fario, coll. « Théodore Balmoral », 2024  (ISBN 978-2-38573-027-7)

## Adaptations

### Cinéma
- 1936 : Le Chant des cloches (Sins of Man), film américain réalisé par Otto Brower, adaptation du roman Job, roman d'un homme simple, avec Jean Hersholt et Don Ameche
- 1971 : Trotta, film allemand réalisé par Johannes Schaaf, adaptation de La Crypte des capucins, avec András Bálint, Rosemarie Fendel et Doris Kunstmann
- 1976 : Stationschef Fallmerayer, film austro-allemand réalisé par Walter Davy, avec Wolfgang Hübsch et Helma Gautier
- 1988 : La Légende du saint buveur (La Leggenda del santo bevitore), film italo-français réalisé par Ermanno Olmi, adaptation de la nouvelle La Légende du saint buveur, avec Rutger Hauer, Anthony Quayle et Sandrine Dumas
- 1989 : La Toile d'araignée (Das Spinnennetz), film allemand réalisé par Bernhard Wicki, adaptation du roman éponyme, avec Ulrich Mühe, Klaus Maria Brandauer et Armin Mueller-Stahl

### Télévision
- 1962 : Die Rebellion, téléfilm allemand réalisé par Wolfgang Staudte, adaptation du roman éponyme, avec Josef Meinrad
- 1963 : Die Legende vom heiligen Trinker, téléfilm allemand réalisé par Franz Josef Wild, adaptation du roman éponyme, avec Louise Martini et Hannes Messemer
- 1965 : Radetzkymarsch, téléfilm austro-allemand réalisé par Michael Kehlmann, adaptation du roman éponyme
- 1969 : Die Geschichte der 1002. Nacht, téléfilm allemand réalisé par Peter Beauvais, adaptation du roman éponyme, avec Johanna Matz et Helmut Qualtinger
- 1971 : Das falsche Gewicht, téléfilm allemand réalisé par Bernhard Wicki, adaptation du roman éponyme, avec Helmut Qualtinger et Agnes Fink
- 1978 : Geschichte einer Liebe, téléfilm allemand réalisé par Dagmar Damek, adaptation du roman éponyme, avec Bruno Ganz et Cornelia Froboess
- 1978 : Hiob, mini-série autrichienne en trois épisodes réalisée par Michael Kehlmann, adaptation du roman Job, roman d'un homme simple, avec Günter Mack et Despina Pajanou
- 1981 : Tarabas, téléfilm austro-allemand réalisé par Michael Kehlmann, adaptation du roman éponyme, avec Helmuth Lohner et Erik Frey
- 1985 : Flucht ohne Ende, téléfilm austro-allemand réalisé par Michael Kehlmann, adaptation du roman éponyme, avec Helmuth Lohner et Dagmar Mettler
- 1993 : Die Rebellion (La Rébellion), téléfilm autrichien réalisé par Michael Haneke, adaptation du roman éponyme, avec Branko Samarovsky dans le rôle du vétéran Andreas Pum.
- 1994 : La Marche de Radetzky (Radetzkymarsch), mini-série austro-franco-allemande en trois épisodes réalisée par Axel Corti et Gernot Roll, adaptation du roman éponyme, avec Max von Sydow, Charlotte Rampling et Claude Rich
- 2009 : Hiob, téléfilm allemand réalisé par Peter Schönhofer, adaptation du roman éponyme

### Sources
- (de) Cet article est partiellement ou en totalité issu de l’article de Wikipédia en allemand intitulé « Joseph Roth » (voir la liste des auteurs).